# Tecophilaea violiflora
Tecophilaea violiflora là một loài thực vật có hoa trong họ Tecophilaeaceae. Loài này được Bertero ex Colla miêu tả khoa học đầu tiên năm 1836.